# Josef Wagner (gauleiter)
Pour les articles homonymes, voir Josef Wagner et Wagner.
Josef Wagner (12 janvier 1899 - 22 avril 1945) est un homme politique du NSDAP. Il est Gauleiter de Sud-Westphalie, et Gauleiter de Silésie. Il est l'auteur de plusieurs ouvrages d'économie politique.

## Biographie

### Jeunesse
Josef Wagner naît le 12 janvier 1899 à Algrange, en Lorraine annexée, dans une famille catholique de mineurs. Il poursuit ses études secondaires à Wittlich de 1913 à 1917. En juin 1917, alors que la Première Guerre mondiale fait rage, Josef Wagner est appelé sur le front occidental. Blessé, il est fait prisonnier par l'armée française.

### Entre-deux-guerres
Josef Wagner retourne en Allemagne en 1919, où il termine ses études pour devenir enseignant. Il travaille bientôt à Fulda pour la "Bochumer Verein". Nationaliste depuis 1922, il fonde une section locale du NSDAP à Bochum. Après le putsch de Munich et l'interdiction du parti nazi, Josef Wagner adhère au "Völkischen Block" une organisation politique nationaliste proche du NSDAP. En 1925, Josef Wagner est nommé Ortsgruppenleiter du district de Bochum, poste qu'il occupe jusqu'en 1927. En 1929, il est nommé Gauleiter du Gau Ruhr, le futur Gau Westfalen. De 1928 à 1930, Josef Wagner fait partie des douze premiers membres du NSDAP à siéger au Reichstag. En 1930, il fonde le "Westfalenwacht", un hebdomadaire nazi, avant de créer le journal "Rote Erde" l'année suivante. Après la partition du Gau en janvier 1931, Wagner administre la partie sud du Gau, à Bochum. Il conservera cette fonction jusqu'en novembre 1941. En 1932, Wagner créé une école politique du NSDAP à Bochum, dont il devient le premier directeur.
Membre du Conseil d'État prussien à partir de 1933, Josef Wagner est nommé Gauleiter de Silésie en janvier 1935. Il remplace Helmuth Brückner, jugé trop proche de Röhm. En janvier 1935, il est nommé haut président de la province de Basse-Silésie à Breslau et assure la présidence de la province de Haute-Silésie jusqu'en mars 1938. Parallèlement, Josef Wagner soutient un doctorat d'économie à l'Université de Munich, portant sur "Die Reichsindexziffer der Lebenshaltungskosten". À la suite de ses travaux universitaires, Wagner est nommé commissaire du Reich pour les prix, le 29 octobre 1936. Après la fusion des deux provinces de Silésie, en 1938, Josef Wagner devient haut président pour l'ensemble de la province, jusqu'à ce qu'une nouvelle division intervienne en janvier 1941.

### Seconde Guerre mondiale
Lorsque la Seconde Guerre mondiale éclate, Wagner est nommé Reichsverteidigungskommissar, commissaire pour la défense du Reich pour la Silésie, dans le 8e district militaire. Bormann, Himmler et Goebbels se défient de Wagner, jugé trop proche des catholiques. Son adjoint en Silésie, Fritz Bracht, et le chef de la police local, Udo von Woyrsch intriguent contre lui. Le 9 novembre 1941, Hitler le relève de ses fonctions. Le 12 octobre 1942, Wagner est exclu du Parti national-socialiste des travailleurs allemands. Son adjoint, Fritz Bracht, le remplace immédiatement.
À partir de l'automne 1943, Josef Wagner est surveillé par la Gestapo d'Himmler. Il se retire à Bochum. Après l'attentat du 20 juillet 1944, Josef Wagner est arrêté par la Gestapo et emprisonné au siège de la Gestapo à Berlin. Les circonstances de sa mort sont incertaines. Le 22 avril 1945, Wagner aurait été exécuté par la Gestapo à Berlin. Mais une autre source le fait exécuter par les Soviétiques, le 2 mai 1945.

## Publications personnelles
- Leitfaden der Hochschule für Politik der NSDAP, Hochschule für Politik der NSDAP, Munich 1933.
- Die Reichsindexziffer der Lebenshaltungskosten. Ein Beitrag zu ihrer Reform, Würzburg, 1935.
- Die Preispolitik im Vierjahresplan (Discours de Kiel 51), Jena, 1938.
- Gesunde Preispolitik, Dortmund, 1938.

## Mandats électifs[8]
- Élections de 1928: Nationalsozialistische Deutsche Arbeiterpartei
- Élections de 1930: Nationalsozialistische Deutsche Arbeiterpartei
- Élections de 1932: Nationalsozialistische Deutsche Arbeiterpartei(Westphalie)
- Élections de 1933: Nationalsozialistische Deutsche Arbeiterpartei (Westphalie)
- Élections de 1933: Nationalsozialistische Deutsche Arbeiterpartei (Bochum)
- Élections de 1936: Nationalsozialistische Deutsche Arbeiterpartei (Bochum)
- Élections de 1938: Nationalsozialistische Deutsche Arbeiterpartei (Bochum)